# Ондар, Хунажык Комбуевич
Ондар Хунажык Комбуевич (1914 — ?) — один из первых водителей Тувинской Народной республики, почетный гражданин г. Кызыла, заслуженный работник транспорта Тувинской АССР, отличник социалистического соревнования автомобильного транспорта и шоссейных дорог РСФСР.

## Биография
Хунажык Комбуевич Ондар родился в 1914 году в Улуг-Хемском кожууне, в семье бедного арата. В 1934 году, окончив курсы водителей, стал работать шофером в «Совтувтрансе», водил грузовик ЗИС-5. В автотранспортном предприятии Кызыла он был водителем самого первого автобуса в Туве. В годы Великой Отечественной войны именно он вез на грузовике ЗИС-5 за Саяны груз (подарки из Тувы для Красной Армии, собранный со всей Тувы). В то время, как и другие, он трудился в день и ночь, без сна и отдыха. Его работа — доставка грузов в помощь в фронту — экзамен шоферского мастерства. В то время никакой асфальтированной дороги не было, по канавам, кочкам, Хунажык Ондар, как преданный сын своей родины, доставлял груз не только в целости и сохранности, но и в кратчайшие сроки.
Внес большой вклад в развитие автотранспортной инфраструктуры города. Избирался депутатом Верховного Совета СССР.

## Награды и звания
- Заслуженный работник транспорта Тувинской АССР[1]
- кавалер ордена Ленина
- кавалер ордена «Знак Почета»
- «Отличник социалистического соревнования автомобильного транспорта и шоссейных дорог РСФСР»[1]
- «За работу без аварий» III степени
- орден Тувинской Народной республики
- орден «Трудового Красного Знамени»
- почетный гражданин города Кызыла[4]